# 은색

은색(銀色)은 은이 칠해진 금속의 표면에서 반짝이는 색으로 회색과 가까운 빛깔을 띤다. 은메달의 색이며 도쿄 지하철 히비야 선에 사용하는 색이다.

## 의미

### 상징
- 도시, 세련

### 나이
사람의 노화가 되면 머리카락이 하얀 빛으로 변해가는데, 이 빛깔이 은빛에 가깝다. 그래서 노년층과 관련된 용어에는 '실버'(Silver)라는 단어가 포함되어 있는 경우가 많다. 예를 들어, 노인복지 시설을 실버타운(Silver Town)이라 하고, 노년층 관련 사업을 의미하는 실버산업(Silver 産業)이라는 단어가 있다.

### 가수
- 비
- 은지원
- EXO (코스믹 라떼)
- 크나큰